# برنارد فريدريش تيبو
برنارد فريدريش تيبو (بالألمانية: Bernhard Friedrich Thibaut)‏ (و. 1775 – 1832 م) هو رياضياتي، وأستاذ جامعي ألماني، توفي في غوتينغن، عن عمر يناهز 57 عاماً.

## التعليم
تعلم في جامعة غوتينغن
.